# District de Kontorhaus
Le district de Kontorhaus (Kontorhausviertel en allemand) est le quartier sud-est de la vieille-ville de Hambourg, situé entre la Steinstraße, le Meßberg, le Klosterwall et la Brandstwiete. Il est caractérisé par ses grands immeubles de bureaux (Kontorhäuser) dans le style expressionnisme de brique du début du XXe siècle. Sa place centrale est la Burchardplatz.
Le 5 juillet 2015, la Speicherstadt et le district de Kontorhaus avec le Chilehaus ont été inscrits ensemble au patrimoine mondial de l'humanité par l'Unesco.

## Naissance du quartier

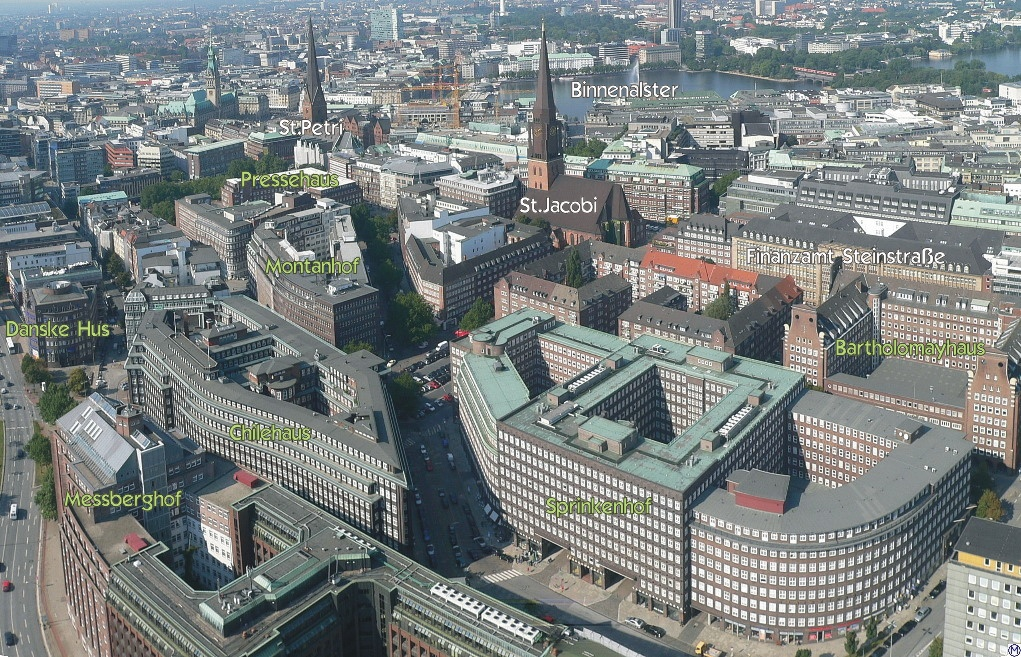
Vue du district de Kontorhaus depuis un Ballon.

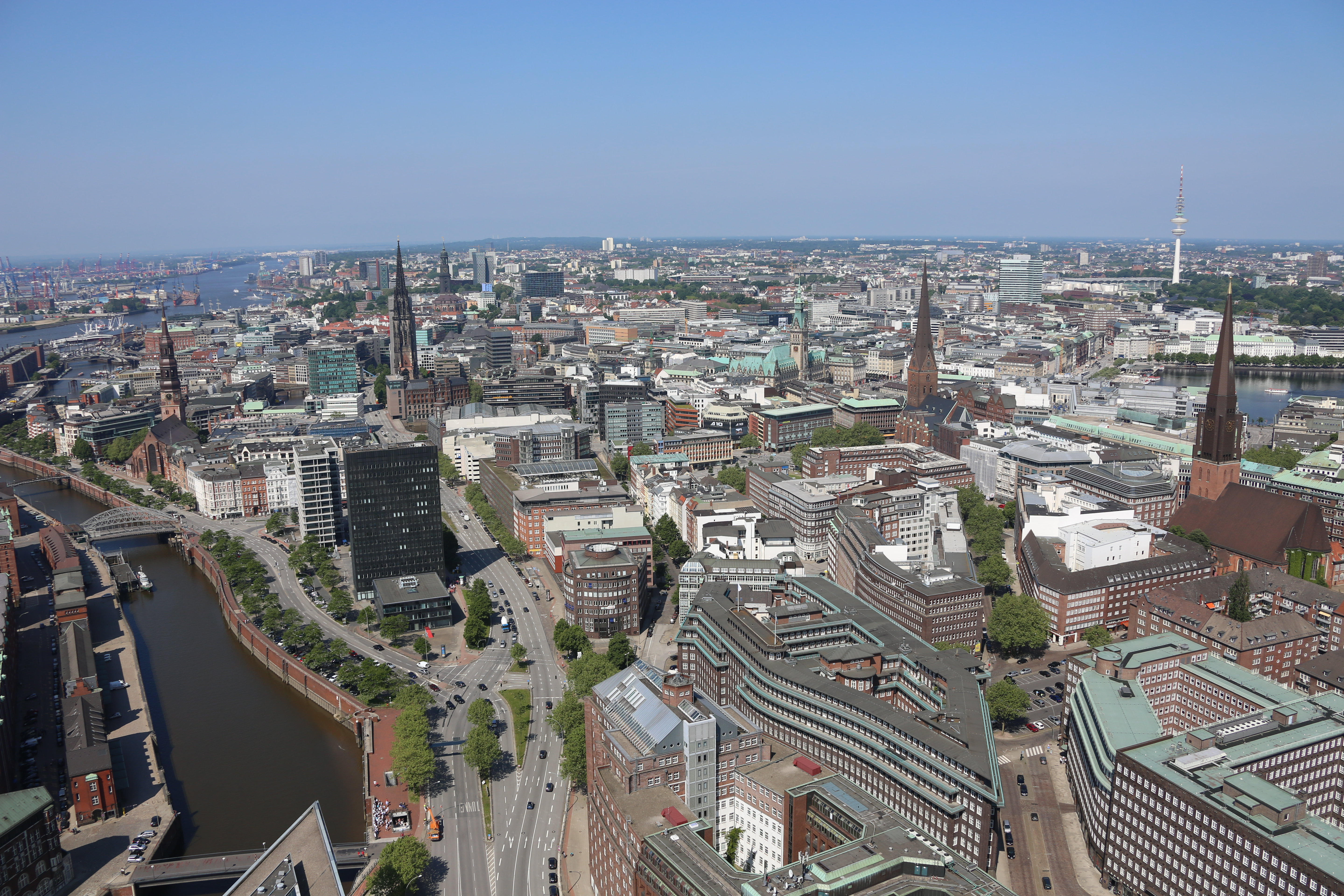
Vue aérienne avec le Zollkanal

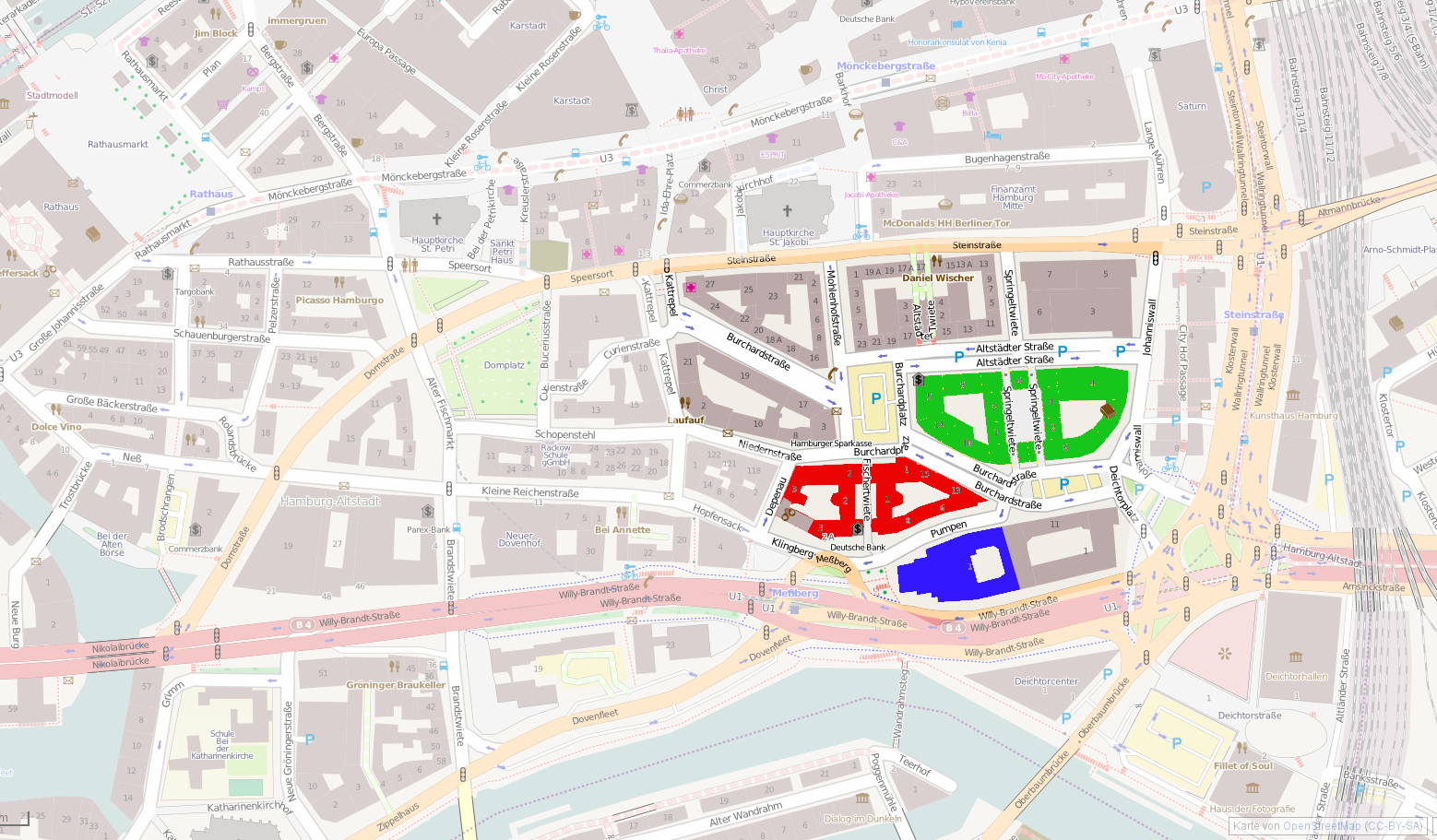
District de Kontorhaus avec la Chilehaus (en rouge), le Sprinkenhof (en vert) et le Meßberghof (en bleu)

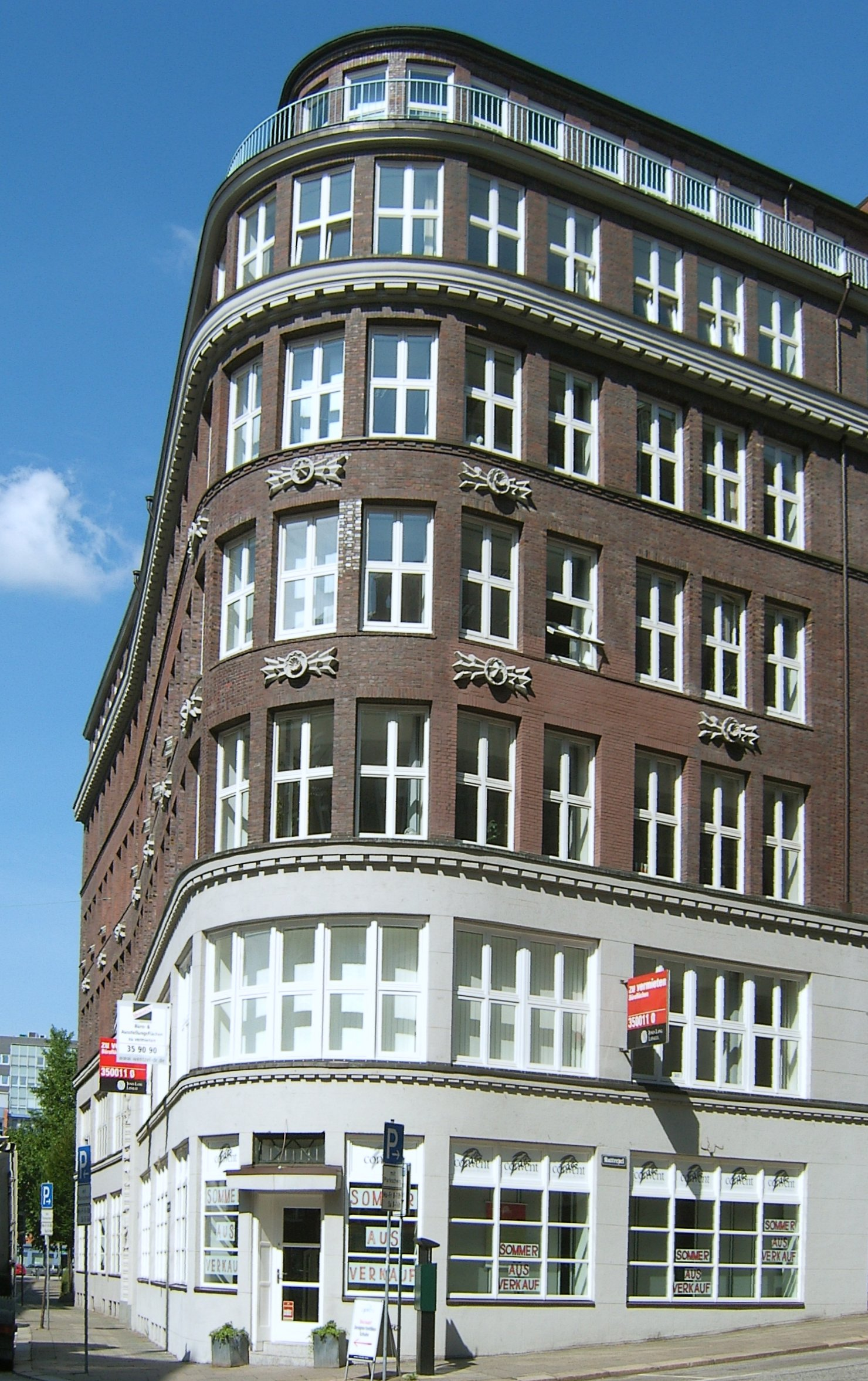
La Miramarhaus a été en 1921 le premier édifice du nouveau district de Kontorhaus

Cet emplacement était occupé depuis le XVIIe siècle par une bande de logements similaire au district Gänge, avec de nombreuses ruelles étroites. L'incendie de Hambourg de 1842 provoqua une pénurie de logements qui favorisa une densification des constructions.
L'épidémie de choléra de 1892 contraint l'assainissement durable de la région.
Bien que la cause de cette catastrophe fut la qualité de l'eau de l'Elbe, les mauvaises conditions d'hygiène de ces quartiers populaires eurent un effet amplificateur.
En premier lieu, les zones du sud à proximité immédiate de l'Elbe furent assainies, afin de libérer de l'espace pour le port libre, tel que demandé par le gouvernement allemand. Comme Hambourg avait commencé à réorganiser depuis 1900 ses lignes de chemin de fer, la ville avait une bonne expériences dans le relogement de populations importantes (également grâce à la construction de la Speicherstadt). La percée de la Mönckebergstraße, nécessaire pour les travaux de métro, fut achevée en 1912. Après les relevés géométriques de 1912, et à la suite du concours d'urbanisme de 1914, la zone située entre la Mönckebergstraße et le Zollkanal fut planifiée pour accueillir des bâtiments d'habitation.
Fritz Schumacher, le chef des travaux depuis 1909 et directeur des travaux, a sa propre idée d'un centre ville à bâtir, incluant aussi des immeubles de bureaux (Kontorhäusern), et des grands ensembles tels le Sprinkenhof, initialement prévu pour accueillir partiellement des logements.
Les révisions de Fritz Schumacher incluaient donc de grands édifices, prenant en compte l'essor des grands magasins et la proximité du port. Ses instructions étaient aussi que chaque bâtiment ait son propre caractère individuel.
Les habitants du quartier avaient déjà fondé une coopérative de construction d'habitations pour la vieille-ville en 1925. Ils durent se rabattre sur les nouveaux quartiers résidentiels de Jarrestadt et de Veddel.

## Des bâtiments uniques
Le quartier est caractérisé par un usage systématique de structures en béton armé avec un parement de façade en briques.
Afin de ne pas briser le style de la ville, certaines directives architecturales furent données pour tous les bâtiments. On a décidé  d'avoir des toits en cuivre afin de garder la continuité avec la ville. Les bâtiments ont toujours le dernier étage en retrait, afin d'ouvrir la rue sur le ciel. Les éléments graphiques verticaux sont exécutés en brique, comme la Chilehaus, afin ne pas trop trancher avec les parement de façade des bâtiments. Un assouplissement visuel est obtenu via des inserts de détails en céramique symbolisant le commerce et l'industrie.
L'essentiel du bâti fut protégé par décret en tant que monument historique en 1999.

### Miramarhaus
La Miramarhaus fut le premier bâtiment construit, entre 1921 et 1922, c'est aussi le premier bâtiment de bureaux. Il a un angle arrondi, initiateur de cet élément typique qui définira ensuite les „nouveaux bâtiments“. Les céramiques de l'entrée sont l’œuvre de Richard Kuöhl.

### Chilehaus

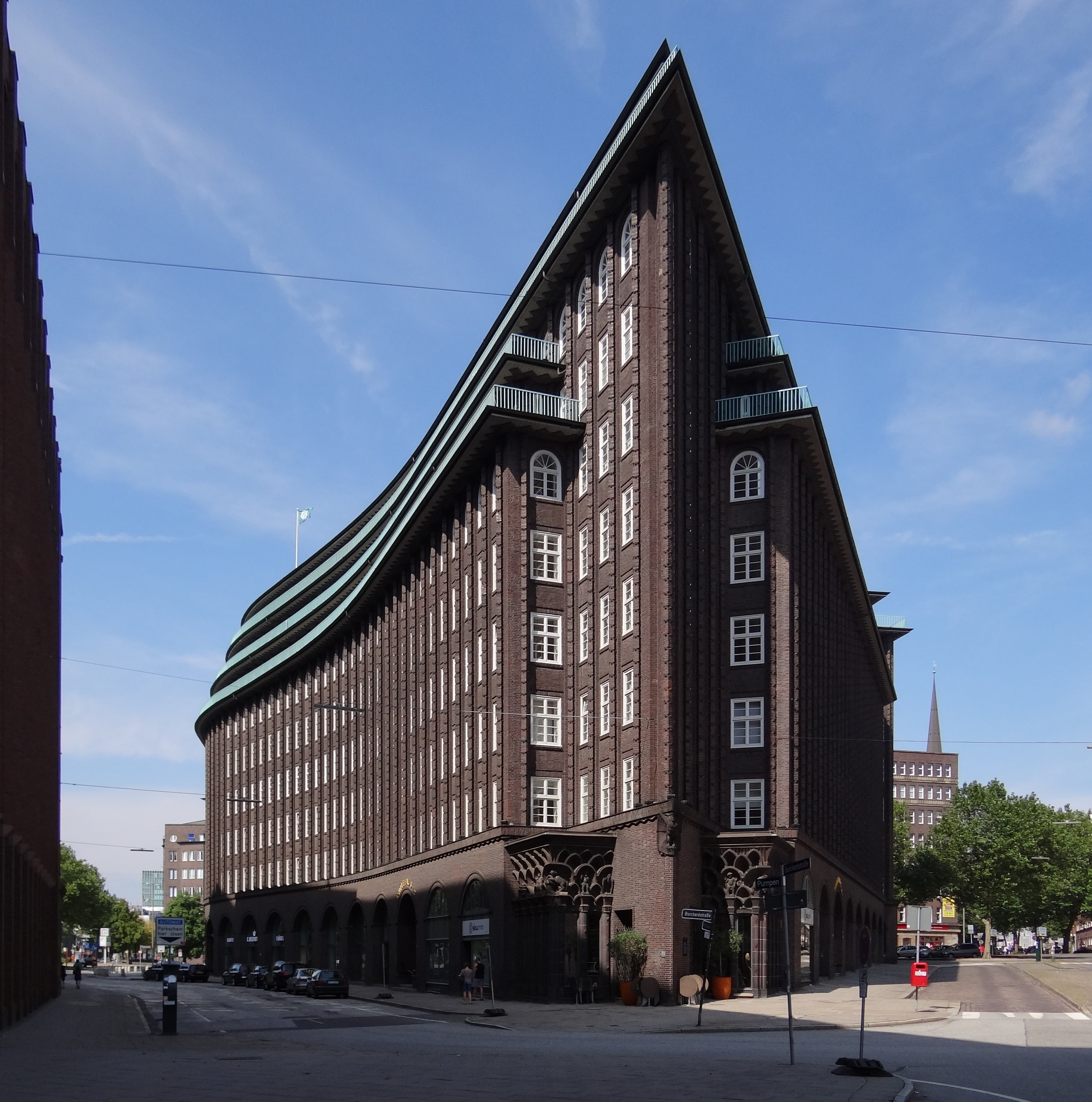
La Chilehaus à Hambourg.

La Chilehaus fut construite par Johann Friedrich Höger entre 1922 et 1924 et reste connue comme son chef-d’œuvre. Le commanditaire n'était autre que Henry B. Sloman, qui avait fait fortune dans le commerce du salpêtre chilien. Le bâtiment fut rénové durant les années 1990.

### Meßberghof

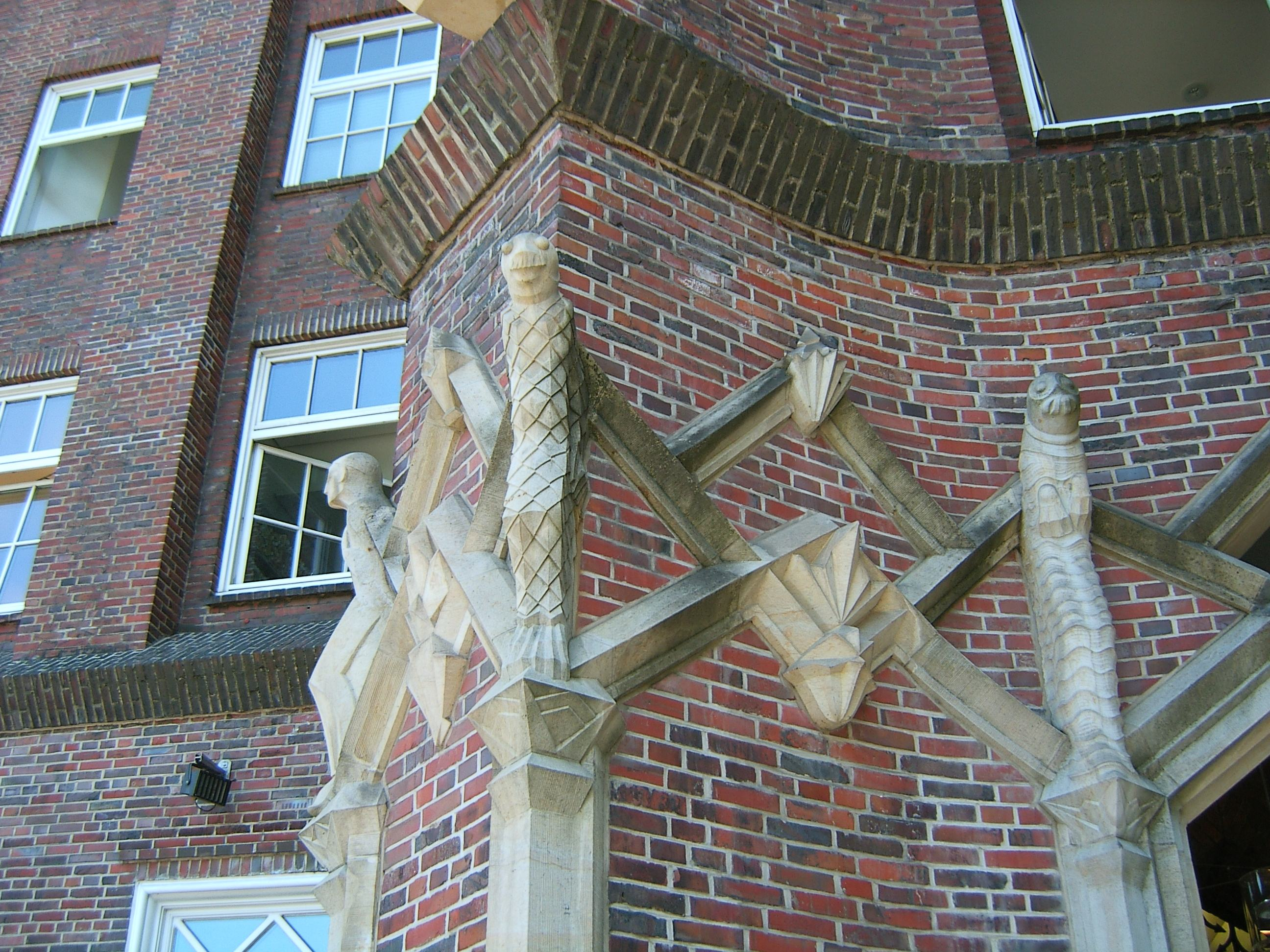
Sculptures sur le Meßberghof.

Le Meßberghof fut érigé en même temps que la Chilehaus par Hans et Oskar Gerson. Le bâtiment porta d'abord le nom d'Albert Ballin, puis fut rebaptisé en 1938 au nom de la rue adjacente, „Meßberghof“. En effet, Ballin avait des origines juives et aucun lieu ne pouvait donc porter son nom. Le Meßberghof est inscrit aux monuments historiques depuis 1983.

### Sprinkenhof

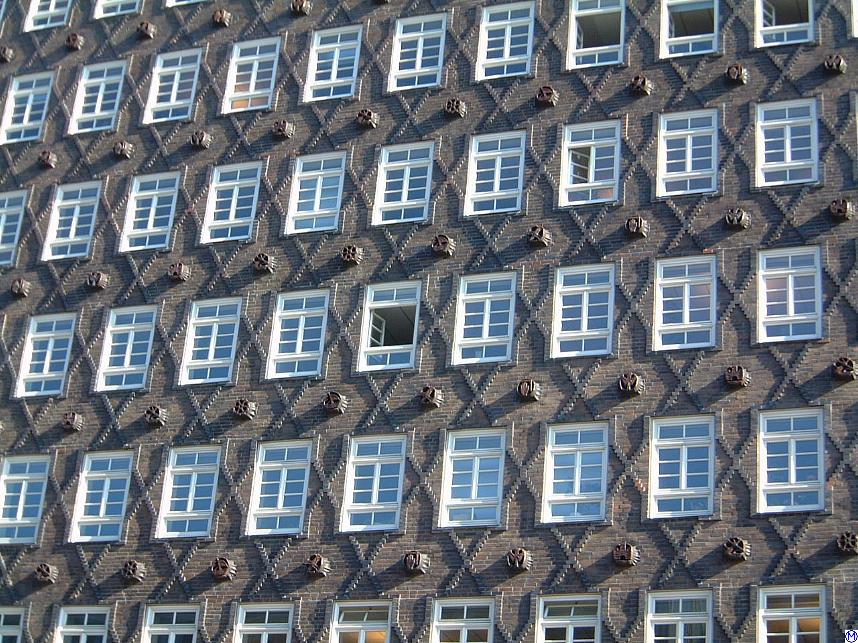
Détail de la façade du Sprinkenhof

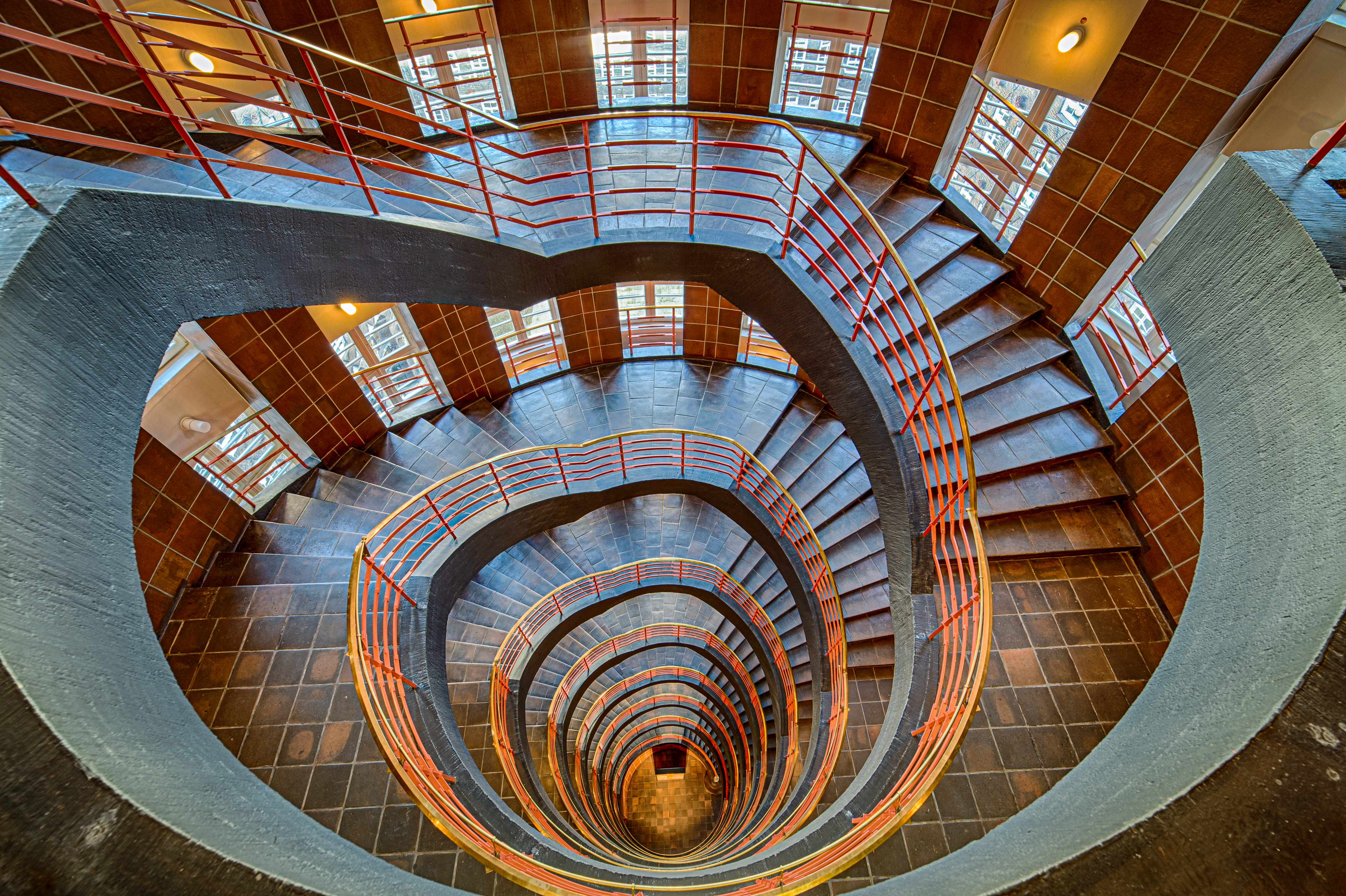
Cage d'escalier du Sprinkenhof, expressionnisme de brique dans le district. Février 2022.

Le Sprinkenhof fut construit en trois phases entre 1927 et 1943 par Hans et Oskar Gerson et Johann Friedrich Höger. Il a été pendant longtemps le plus important complexe de bureaux de Hambourg, avec ses trois cours intérieures Il fut entièrement rénové entre 1999 et 2002.

### Montanhof

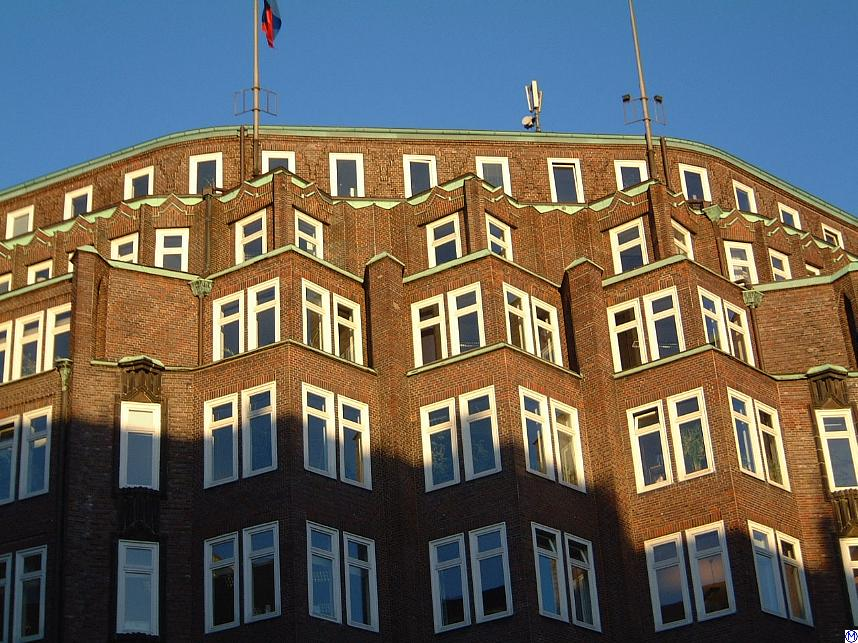
La construction du toit du Montanhof

Le Montanhof est également un imposant édifice, il est connu pour ses éléments décoratifs art déco. Il a été construit entre 1924 et 1926 sur les plans de Hermann Distel et August Grubitz (de l'agence Distel und Grubitz) pour l'entreprise Dobbertin & Co. et la compagnie maritime Komrowski, qui l'occupe toujours aujourd'hui.

### Hubertushaus
La Hubertushaus fut construite en 1931 par Max Bach et Fritz Wischer pour accueillir des commerces. Elle a des motifs horizontaux en béton et un toit en terrasse

### Bartholomayhaus

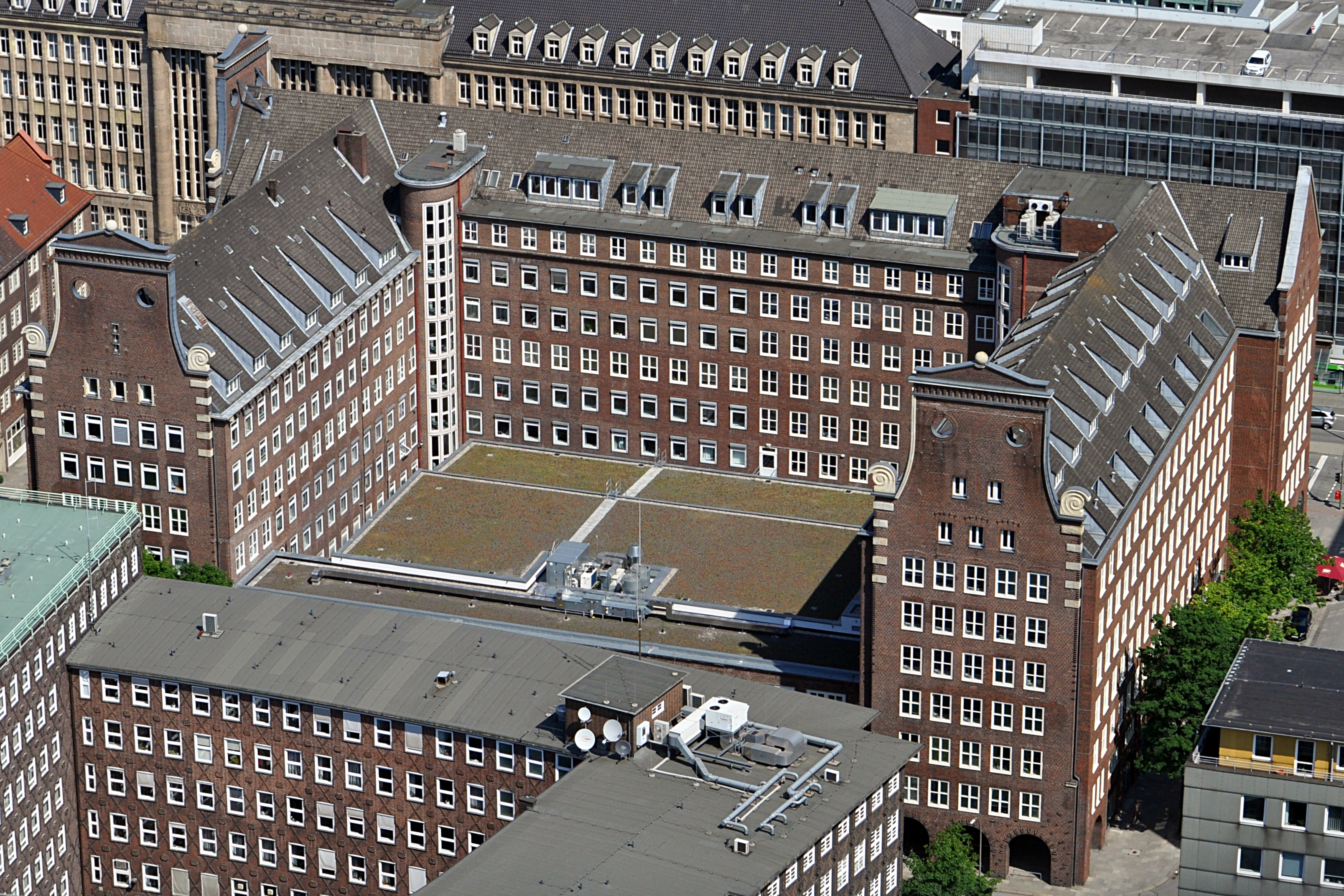
La Bartholomayhaus

La Bartholomayhaus fut construite entre 1938 et 1939 par l'architecte Rudolf Klophaus pour Rudolf Bartholomay et constitue le dernier bâtiment de bureaux construit dans le quartier. L'architecture aux multiples pignons reprend l'ancien style hanséatique.
Le bâtiment accueille aujourd'hui l'assurance professionnelle de Mobil Oil.

### Mohlenhof

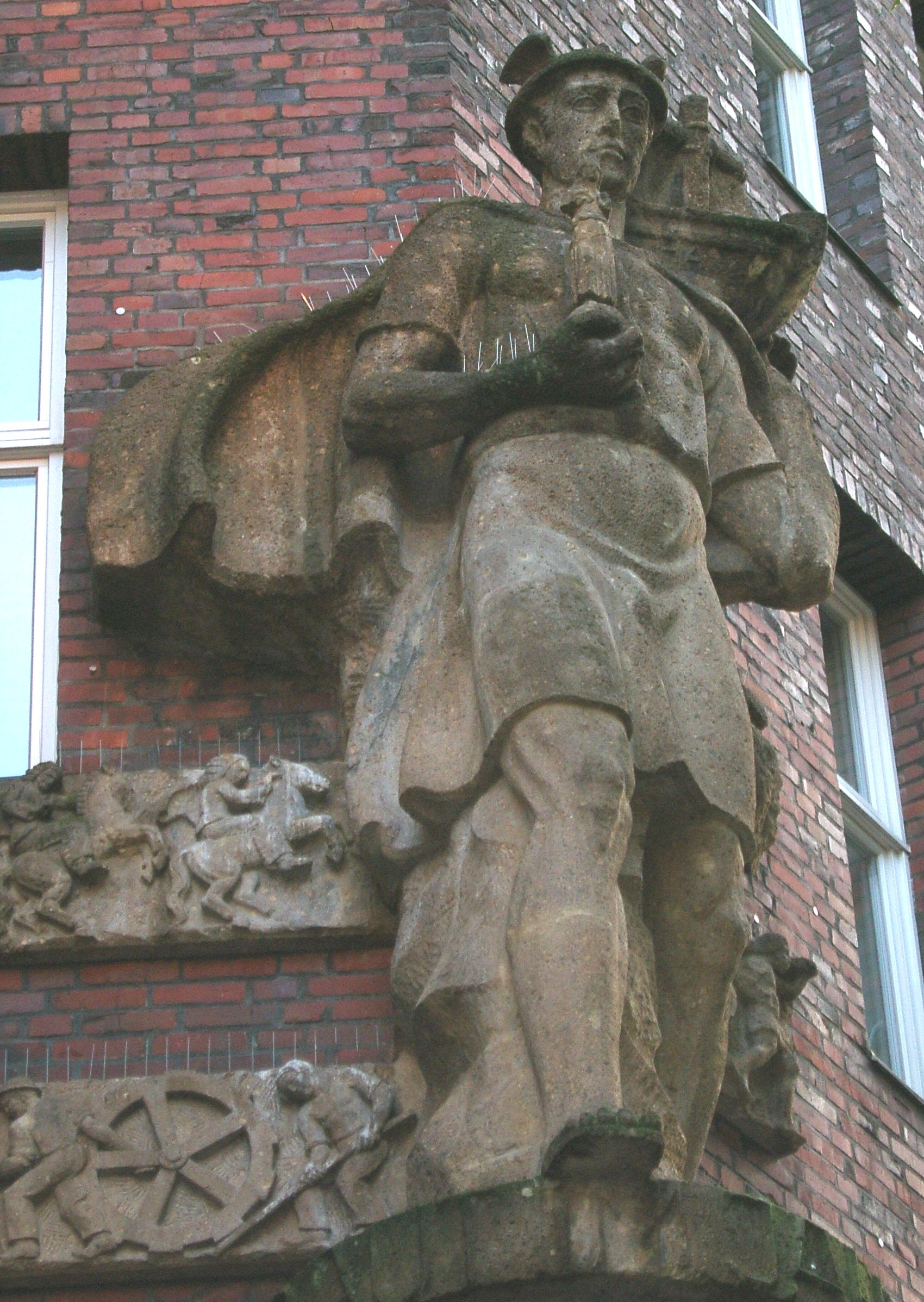
Mohlenhof, sculpture de Hermès par Richard Kuöhl

Le bâtiment de bureaux de Mohlenhof fut construit entre 1927 et 1928 par les architectes Klophaus, Schoch, et zu Putlitz. Ses formes simples sont typiques de l'architecture des années 1920. Le Mohlenhof es l'un des seuls bâtiment sorti indemne de la seconde guerre mondiale et des bombardements de Hambourg.

### Altstädter Hof

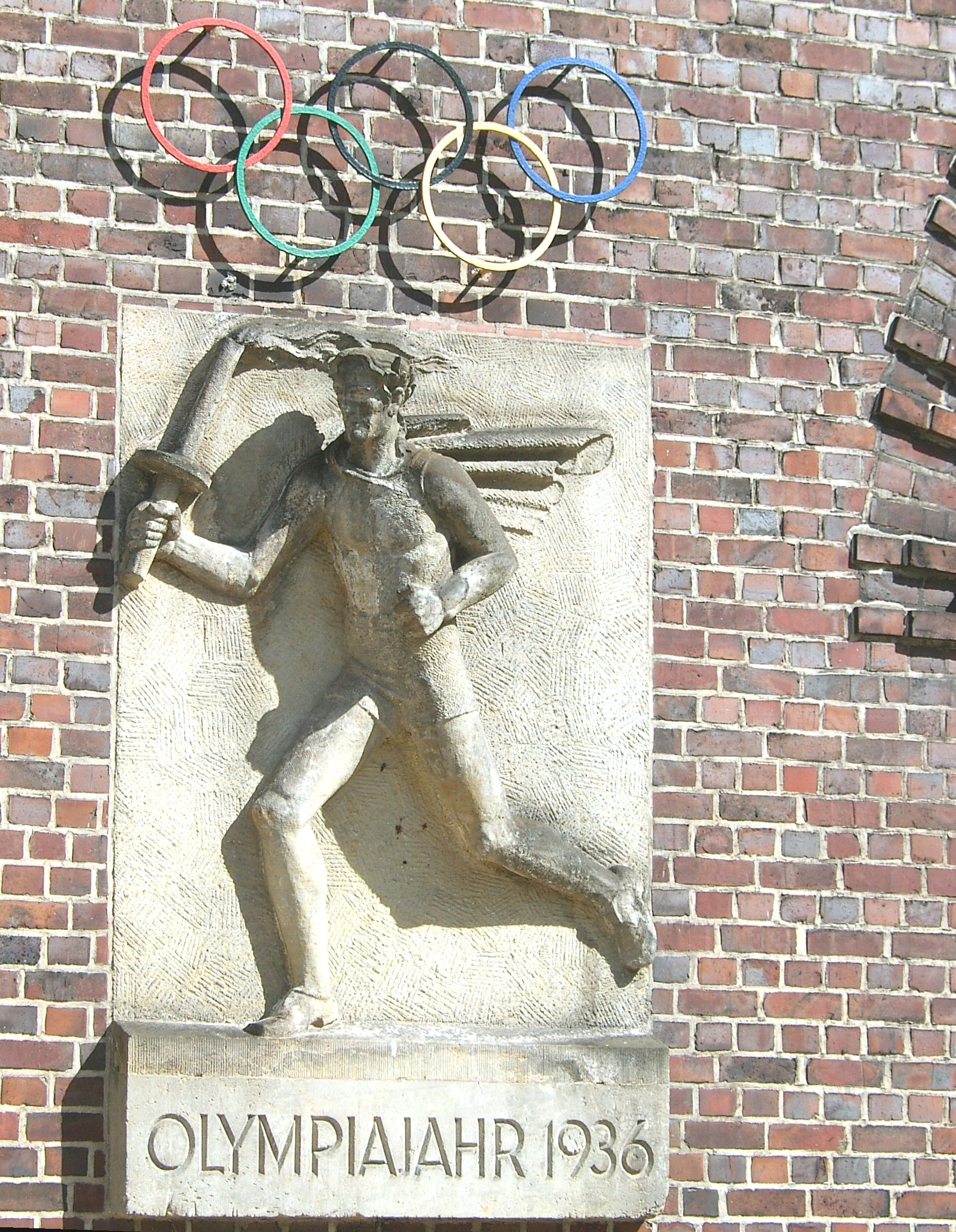
La sculpture de Richard Kuöhl sur l'Altstädter Hof avise l'année de construction 1936.

Le Altstädter Hof fut construit entre 1936 et 1937. Il accueille des commerces au rez-de-chaussée et 220 logements dans les étages. Il fut dessiné par Rudolf Klophaus, et comporte de nombreuses sculptures de Richard Kuöhl figurant les métiers typiques de Hambourg à l'époque. Ces statues sont aujourd'hui abimées et certaines n'ont plus de tête.

### Helmut-Schmidt-Haus

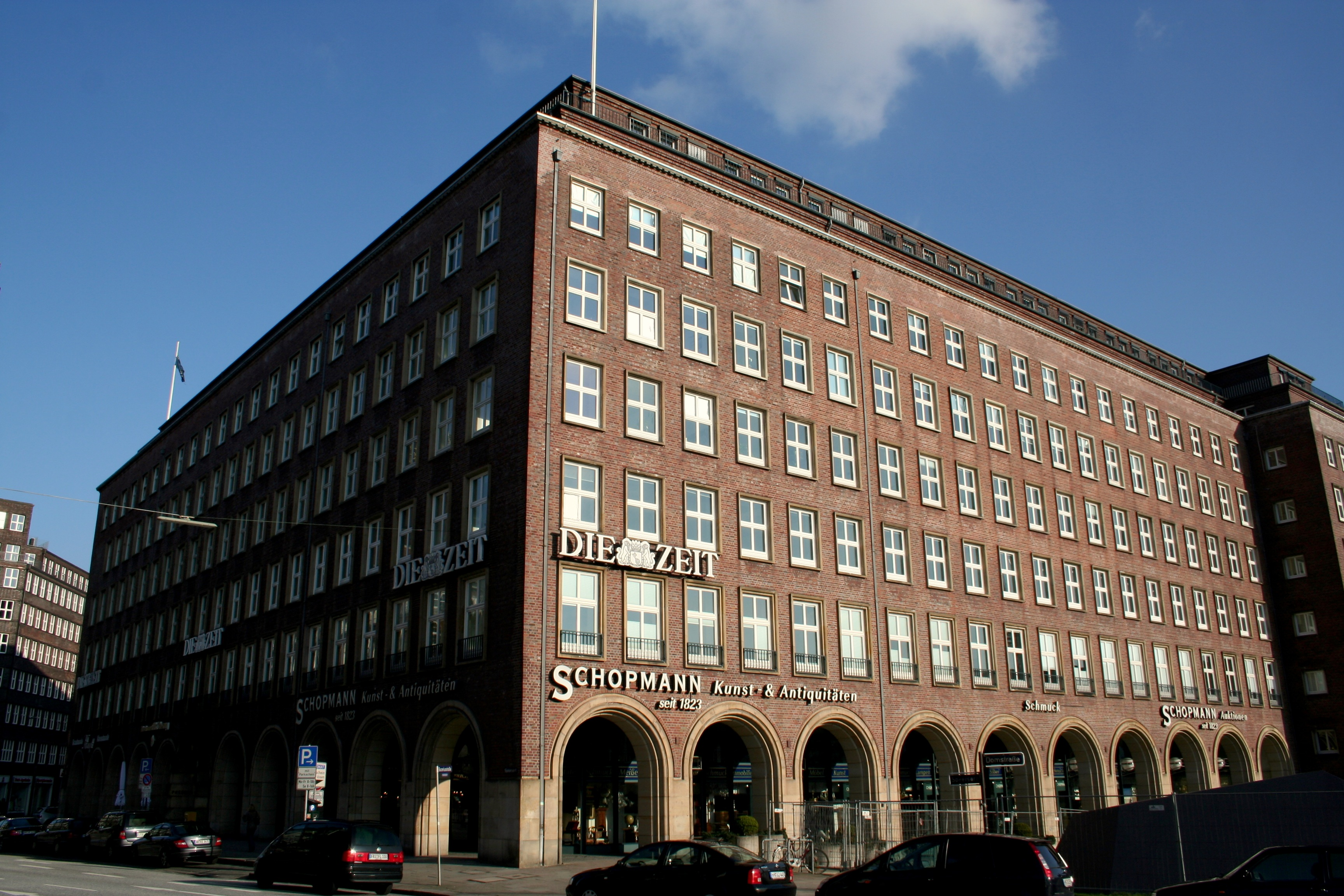
La Helmut-Schmidt-Haus

La Helmut-Schmidt-Haus, appelée aussi Pressehaus jusqu'au 7 janvier 2016, a accueilli plusieurs maisons d'édition au cours de son histoire, et le quotidien allemand Die Zeit y a toujours son siège. Elle fut construite en 1938 sur les plans de Rudolf Klophaus pour le journal national-socialiste Hamburger Tageblatt. Son emblème, une cogue hanséatique sculptée par Richard Kuöhl, se trouve toujours sur la Curienstraße - mais sans la croix gammée d'origine qui a été grattée.
Après la fondation de la république fédérale, le Spiegel l'a notamment occupé de 1952 à 1969, ainsi que la rédaction de Stern.

## Bâtiments plus anciens
Certains bâtiments présents avant le plan de 1920 furent conservés et existent toujours.

### Schopenstehl 32
Cette habitation fut rénovée entre 1885 et 1888 par Arthur Viol, sur une base plus ancienne.

### Le poste de police de Klingberg

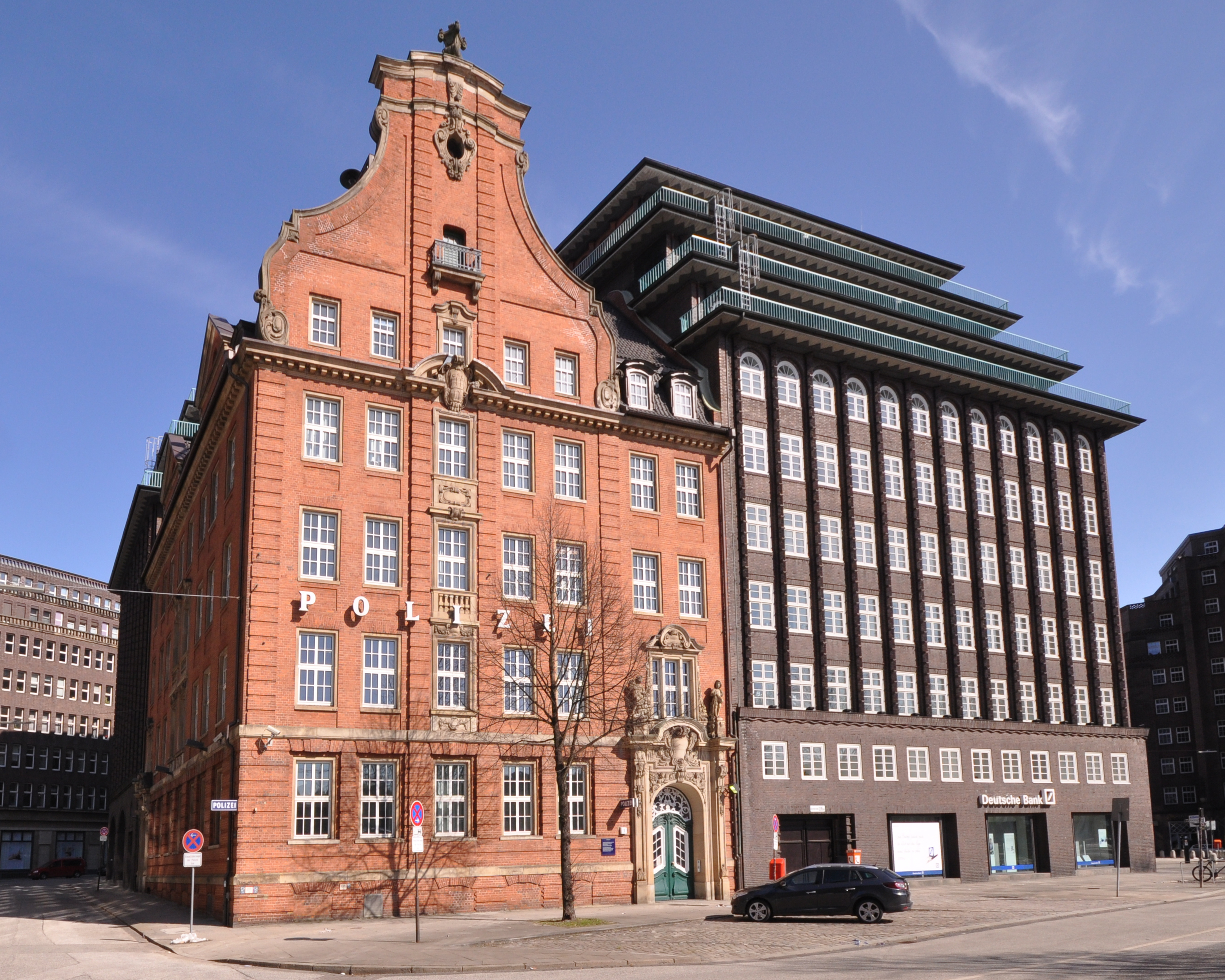
Le commissariat de police n°14, et la Chilehaus

Le poste de police fut construit entre 1906 et 1908 par Albert Erbe.
Le bâtiment était initialement utilisé par la police et l'administration du Landherrenschaft. L'architecture correspond à l'ancien style baroque hambourgeois.

## Bâtiments nouveaux
Dans les années 1990, de nouveaux bâtiments furent construits, mais en gardant le style de l'ensemble. Des exemples sont le Danske Hus et le Neue Dovenhof.

## Patrimoine mondial de l'humanité

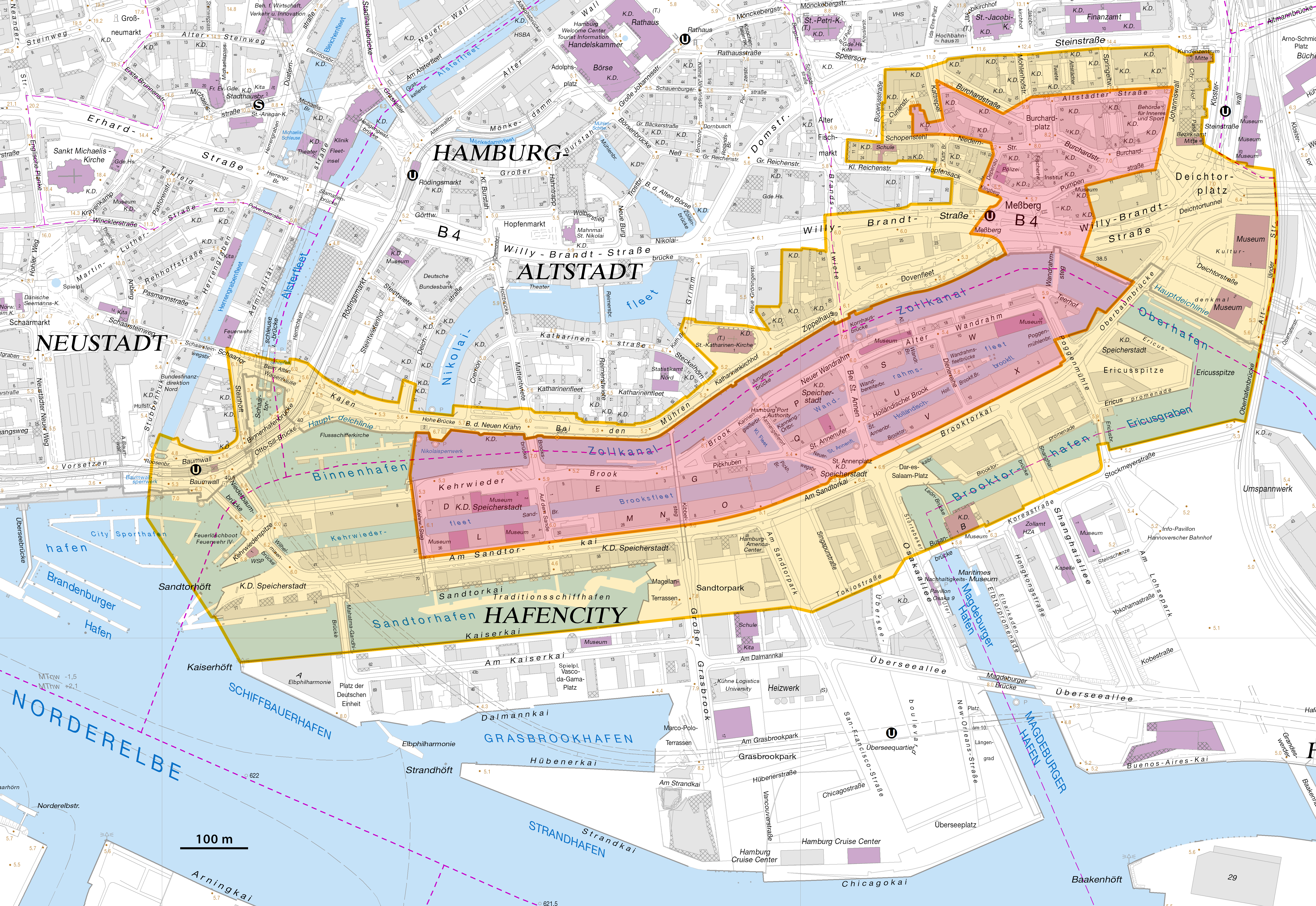
Carte de la zone labellisée (en rose) et de la zone tampon (en jaune).

Le 5 juillet 2015, la Speicherstadt et le Kontorhausviertel furent ajoutés à la liste du patrimoine mondial de l'humanité à l'occasion de la 39e session du comité de l'UNESCO à Bonn.